# 황금머리사자타마린
황금머리사자타마린 (Leontopithecus chrysomelas)은 비단원숭이과에 속하는 영장류의 일종이다. 브라질이 원산지이며, 사자타마린의 일종이다. 바이아주의 저지대와 열대우림에서 파편적으로만 발견되며, 그렇기 때문에 멸종위기종으로 간주된다. 천적은 맹금류, 소형맹수 다.